# Xylota azurea
Xylota azurea är en tvåvingeart som först beskrevs av Fluke 1953.  Xylota azurea ingår i släktet vedblomflugor, och familjen blomflugor. Inga underarter finns listade i Catalogue of Life.